# Paelignusok
A paelignusok vagy pelignusok ókori közép-itáliai szabin törzs, amelyet délnyugaton a marsusok, északon a marrucinok, délen a szamniszok, keleten a Sagrus (Sangro) folyó határolt.
Földjükön, a mai Sulmona-völgyben Corfinium és Sulmo, Ovidius szülőhelye. Aternum kikötőt a vestinusokkal és a marrucinokkal közösen birtokolták.
Vitéz nép voltak, amely több heves csata után kötött a rómaiakkal szövetséget. Később részt vettek a szövetséges háborúban, amelynek befejezése után a történetírók egyre kevesebbet említik őket. Tacitus szerint Vespasianus pártján álltak. Titus Livius is sokat említi őket.